# Большое Фомино
Большое Фомино — деревня в Никольском районе Вологодской области.
Входит в состав Краснополянского сельского поселения, с точки зрения административно-территориального деления — в Краснополянский сельсовет.
Расстояние до районного центра Никольска по автодороге — 8 км. Ближайшие населённые пункты — Малое Фомино, Петряево, Шалашнево.
По переписи 2002 года население — 33 человека (17 мужчин, 16 женщин). Всё население — русские.